# Valhall (tecknad serie)
Valhall (på danska, och även tidigare på svenska, benämnd Valhalla), är en dansk tecknad serie. Den är tecknad av Peter Madsen, med idé och manus av Henning Kuré, Hans Rancke-Madsen och Per Vadmand (från andra albumet). De olika seriealbumen är mer eller mindre löst baserade på de gamla sagorna ur den nordiska mytologin.
Valhall-berättelserna är humoristiska och kärleksfulla adaptioner av de gamla berättelserna. Fokuset ligger främst på att ge läsarna en lättsam och underhållande men ändå spännande upplevelse, oavsett vilken grad av förkunskaper man har om den nordiska mytologin och vikingatiden. Samtidigt tar man med såpass mycket material ur de gamla sagorna att det lätt går känna igen flera av dessa (eller bitar av dem) i handlingen till de olika seriealbumen.
Hittills har 15 avsnitt utkommit, och Madsen och hans medarbetare har inte sagt sig planera fler. Det sista skildrar Ragnarök. Teckningsstilen har utvecklats mycket sedan det första albumet, från dess grovhuggna seriefigurer och aningen "platta" teckningar till de senare albumens mer konstfulla och livfulla teckningar, psykologiskt och dramatiskt genomarbetade handlingar och mer genomtänkta dialoger.
Det har även kommit ut en animerad film baserad på två av albumen. Filmen har tidigare funnits tillgänglig i svensk utgåva. Den danskutgivna versionen har dock svensk översättning i både tal och textning.

## Bakgrund och skapelseprocess

### Ursprung

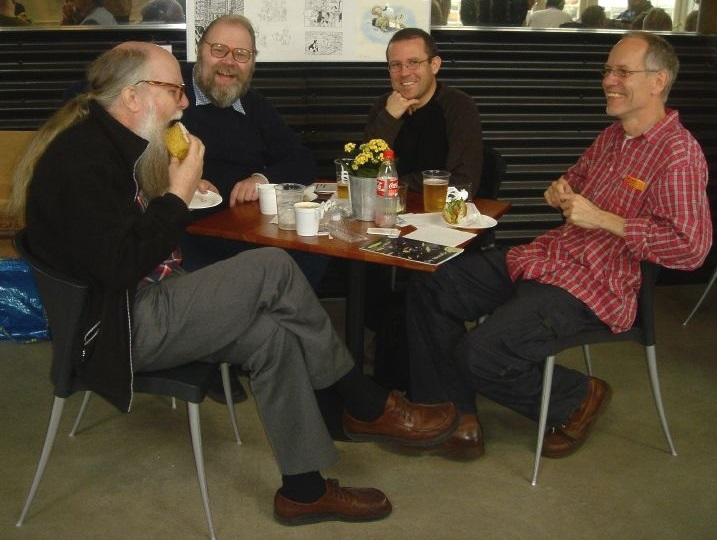
Från vänster syns Per Vadmand, Hans Rancke-Madsen, Peter Madsen och Henning Kure (upphovsmännen till Valhall) på seriefestivalen Komiks.dk den 29 april 2006.

Det hela började som en vision av Henning Kure, när han arbetade på förlaget Interpresse på 1970-talet. Kure älskade de nordiska gudasagorna, vilka han ansåg eggade hans fantasi. Han ansåg även att dessa gudasagor innehöll mycket humor och för att kunna tillvarata och förstärka denna sökte Kure efter ett kreativt lag som kunde hjälpa honom; han fann författarna Per Vadmand och Hans Rancke-Madsen samt tecknaren Peter Madsen.
Arbetet med Valhall satte igång ordentligt under 1977. När Kure hade presenterat idén för Rancke-Madsen och Madsen blev de båda intresserade och Kure påbörjade arbetet med att leta igenom material för att kunna skriva ett manus. Han läste alla böcker han kunde komma över om gudasagorna och i varje bok fann han något nytt som inte omnämndes i de övriga. Kure träffade ofta Rancke-Madsen för att diskutera utformningen av själva historien och det fanns särskilt två problem som de var tvungna att diskutera länge: hur stor deras artistiska frihet skulle vara samt hur de skulle lägga upp historiernas kronologi.

### Persongalleri
Författarna bestämde sig för att omsorgsfullt utarbeta persongalleriet och som "inkörsport" till Valhall valdes de två människobarnen Tjalve och Röskva, som senare blev Tors tjänare. Tjalve och Röskva utformades på ett sätt som gör dem helt främmande för gudarnas värld och när de anländer till Asgård får de all nödvändig information förklarad för dem och därigenom kunde författarna även ge läsarna denna information.
Flera av rollfigurerna var lätta att skapa, men särskilt två av dem ställde till problem för författarna. Det var Loke, som till en början utformades till att vara en väldigt obehaglig rollfigur men som senare gjordes om till att bli mer slug och charmerande, och Balder, som tycktes sakna en ordentlig personlighet då han bara framträder ordentligt i en av gudasagorna (den om sin egen död). Författarna valde att göra Balder till en arketyp av en hjälte, så ädel och god att han nästan blir outhärdlig. Den rollfigur som fick den största omdaningen är Heimdall, som gjordes till en komisk antihjälte och framställs som mer eller mindre mänsklig.

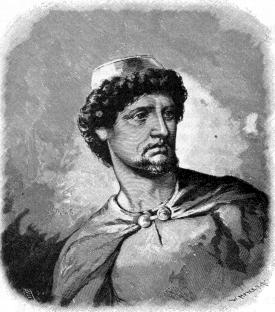
Loke är Peter Madsens egen favorit bland Valhall-figurerna. Bilden är från Nils Fredrik Sanders svenska utgåva av Den poetiska Eddan från 1893.

Efter att persongalleriet var beslutat var det upp till Madsen att ta fram skisser. Ännu en gång visade sig vissa rollfigurer vara oproblematiska att bestämma sig för (till exempel blev Tor nästan helt rätt från första utkastet) medan andra, såsom Loke, fick byta utseende flera gånger om.

### Arbetsfördelning
Från början var det tänkt att Kure skulle vara redaktör, Rancke-Madsen manusförfattare och Madsen tecknare och kolorist. Detta fungerade inte då Madsen kände att han även ville vara med och bestämma över handlingen rent textmässigt. Även Kure kände att han ville vara med och författa handlingen i berättelserna.
Inför det andra albumet valde de att ta in en fjärde manusförfattare, Per Vadmand, och han skulle egentligen bara medverka på detta enda album. Dock fungerade samarbetet med Vadmand väldigt bra, och han blev snart en av de fasta författarna för Valhall. Kort därefter förstod Madsen att han inte skulle hinna med att sköta färgläggningen på egen hand, utan denna uppgift togs över av Søren Håkansson.
Skapelseprocessen gick till så att man först diskuterade vilken myt som ansågs vara lämplig och hur den skulle utveckla sig. Därefter skrevs en synopsis ned, och denna arbetades sedan om till ett fullständigt manus av Kure. Efter det fyllde Rancke-Madsen och Vadmand på med sina idéer innan den nådde Madsen som då skapade ett bildmanus. Madsen fick även frihet att lägga till eller ta bort avsnitt som han inte tyckte passade och att utveckla stycken så att det blev en bättre handling i albumet.

## Albumutgivning i Sverige

### Vargen är lös(1979)
- Alternativ titel: Ulven är lös[13]
- Originaltitel: Ulven er løs[14]
- Svenskt förlag: Semic

Handlingen baseras dels på berättelsen om när Tjalve och Röskva blev Tors tjänare, dels på berättelsen om fängslandet av Fenrisulven. I gudasagorna är denna berättelse en inledning till när Tjalve, Röskva, Tor och Loke reser till Utgårdaloke och blir lurade grundligt i hans tävlingar; vilket senare skildras i albumet Resan till Utgårdsloke. I gudasagorna är Fenrisulven fastkedjad på Idavallen tills Ragnarök, men författarna valde att låta ulven slita sig för att på så sätt få ett tillfälle att presentera de olika gudarna för läsarna. Gudasagorna framställer Fenrisulven som en kaosartad kraft i gudarnas boning medan den i detta album istället betraktas som annorlunda enligt samhällets norm och därigenom farlig.

### Tors hämnd(1980)
- Alternativ titel: Tors brudfärd[13]
- Originaltitel: Thors brudefærd[15]
- Svenskt förlag: Semic

Albumets berättelse baserar sig på Trymskvädet där Tor får sin hammare stulen av jätten Trym som vill ha Freja som brud i giftermål för att lämna tillbaks den, och Tors resa i kvinnokläder tillsammans med Loke till Utgård för att få hämta tillbaks den.

### Odens vad(1982)
- Originaltitel: Odins væddemål[16]
- Svenskt förlag: Semic

I Odens vad får vi en berättelse om hur Oden ingår ett vad med valkyriorna om att skaffa fram tre kämpar, och ger sig ut i Midgård för att finna dessa. Med i historien finns även den korta sekvensen om när Tor argumenterar med färjkarlen (som för läsaren visar sig vara Oden i Sången om Harbard), och vi får stifta bekantskap med bland andra Vile och Ve, Sleipner, Höder och Ragnar Lodbrok. Det dyker också upp tre krigare, misstänkt lika Marvels Warriors Three, som senare visar sig vara Balder, Loke och Tor. Samt den krigare, Mördur som liknar en vikingaversion av Conan Barbaren.  Detta album anses allmänt vara det bästa i serien.

### Historien om Quark(1989)
- Svenskt förlag: Carlsen Comics

Historien om Quark är både den första nya historien efter ett antal omtryck, och även det första albumet av två i en fortsättningsserie som baserar sig på att Loke blivit pålurad Quark av Utgårdsloke vid en trolleritävling som han förlorat. Historien är inte direkt baserad på någon av de mytologiska berättelserna; jättepojken Quark är uppfunnen av seriens författare. Tjalve och Röskva är huvudpersoner i handlingen liksom Odens korpar Hugin och Munin.

### Resan till Utgårdsloke(1990)
- Alternativ titel: Resan till Utgårdaloke[17]
- Originaltitel: Rejsen til Udgårdsloke[18]
- Svenskt förlag: Carlsen Comics

Resan till Utgårdsloke är fortsättningen på Historien om Quark och där den föregående saknade direkta kopplingar till de mytologiska berättelserna tar denna igen det rejält, med både berättelsen om när Tor övernattade i tummen till Skrymers vante, såväl som tävlingarna hos Utgårdsloke, där Loke äter ikapp med elden, Tjalve springer ikapp med hågen och Tor först dricker ur hornet (som visar sig vara havet), misslyckas med att lyfta en katt (Midgårdsormen) och till sist luras att "dansa" med Elle (ålderdomen).

### Guldäpplen åt gudarna(1991)
- Alternativ titel: De gyllene äpplena[17]
- Originaltitel: De gyldne æbler[19]
- Svenskt förlag: Carlsen Comics

Baserad på berättelsen om hur Oden, Tor och Loke är på vandring och när det är dags för middag slaktar sig ett djur de finner, detta visar sig tillhöra jätten Tjatse som lyckas ta Loke tillfånga och utkräva av honom att skaffa fram Iduns äpplen som ger gudarnas evigt liv. Vi får även för första gången träffa på Njord och framför allt Skade i episoden när hon väljer man utifrån hur deras fötter ser ut.

### Tor och Midgårdsormen(1992)
- Alternativ titel: Ormen i djupet[20]
- Originaltitel: Ormen i dybet[21]
- Svenskt förlag: Carlsen Comics

Handlingen utgår från berättelsen i kvädet om Hymer. Tor och Tyr är på besök hos Hymer och slår vad om ett litet fiskafänge där Tor till sist får själva Midgårdsormen på kroken.

### Frejas smycke(1992)
- Originaltitel: Frejas smykke[22]
- Svenskt förlag: Carlsen Comics

I Frejas smycke tävlar Heimdall ("den vite asen") med självaste Oden om Frejas gunst, och Loke tillskansar sig Brisingamen genom list och elaka tricks. Vi får även med den korta berättelsen om Od och Frigg är med på slutet av berättelsen.

### Tor och tvekampen(1993)
- Alternativ titel: Den stora utmaningen[20]
- Originaltitel: Den store udfordring[23]
- Svenskt förlag: Carlsen Comics

Handlingen baserar sig på berättelsen om Tors kamp mot Hrungner. Vi får för första gången möta Tors son Magne och se hur Tjalve besegrar Mökkurkalfe.

### Gudarnas gåvor(1997)
- Originaltitel: Gudernes gaver[24]
- Svenskt förlag: Bonnier Carlsen

Gudarnas gåvor tar oss tillbaks till en tid när gudarna var yngre, vi får se hur Loke lurar håret av Siv och blir tvungen att skaffa henne någon ersättning för detta. Han beger sig då till dvärgarna för detta och träffar där Ivaldesönerna Brokk och Sindre, mot vilken han satsar sitt huvud i pant på spel. Här ryms även ett stort antal kända föremål som grisen Gyllenborst, spjutet Gungner, ringen Draupner, skeppet Skidbladner, Tors hammare Mjölner med flera.

### Skaldemjöden(1998)
- Alternativ titel: Mysteriet med skaldemjödet[25]
- Originaltitel: Mysteriet om digtermjøden[26]
- Svenskt förlag: Bonnier Carlsen

I Skaldemjöden får vi hela Vanakriget summerat, hur Kvaser skapades, samt vidare i berättelsen hur Oden stal mjödet från Suttung och därmed tillskansade sig skaldekonsten och poesin. Hela berättelsen är dessutom satt i ett slags noir deckar-stil.

### Elddopet(2001)
- Alternativ titel: Genom eld och vatten[25]
- Originaltitel: Gennem ild og vand[27]
- Svenskt förlag: Bonnier Carlsen

Handlingen i Elddopet är tagen från sången om Grimner och handlar om Odens (Grimners) besök hos kung Geirröd. Här möter vi även Vidar för första gången.

### Balladen om Balder(2006)
- Svenskt förlag: Egmont Kärnan

Balladen om Balder återberättar historien om Balders död och Lokes och Höders inblandning i denna, utifrån de tre sinsemellan mycket olika varianterna av detta i eddadikten "Balders drömmar", Snorres Edda och Saxo Grammaticus Gesta Danorum. Dödsgudinnan Hel dyker för första gången upp.

### Muren(2007)
- Svenskt förlag: Egmont Kärnan

Tjalve ska avlägga sitt mandomsprov som visar sig att få en jättinna intresserad av Frej.

### Völvans syner(2010)
- Originaltitel: Vølvens syner[28]
- Svenskt förlag: Ekholm & Tegebjer

Völvans syner är den sista boken i Peter Madsens serie om Valhall och omfattar Ragnarök. Albumet gick från början under namnet Fimbulvinter och skulle då släppas redan 2008, men detta ändrades senare. Röskva visar sig här vara identisk med völvan/valan i dikten Valans spådom. Fenris återkommer här och har nu utvecklats till den monstervarg den nordiska mytologin brukar beskriva honom som. Surt är albumets antagonist. 

## Konststil och bildkomposition

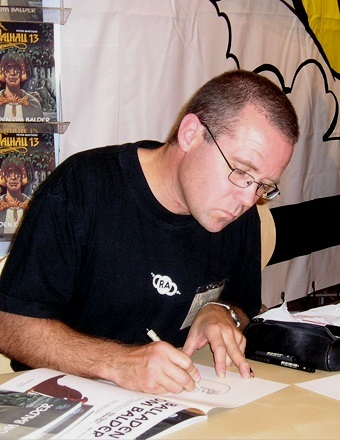
Peter Madsen signerar ett exemplar av Balladen om Balder på Bokmässan i Göteborg den 28 september 2006.

Seriens tecknare, Peter Madsen, har sagt att han har tecknat i hela sitt liv och att han är fascinerad av tecknade serier därför att man samtidigt kan berätta en historia. Madsen har aldrig fått någon egentlig utbildning för att lära sig teckna serier, men under arbetet med det första albumet av Valhall gick han på Det Kongelige Danske Kunstakademi där han tecknade kroki. Madsen, som fortsatte att teckna kroki även efteråt, anser att det är till stor nytta när han ska teckna de karikerade rollfigurerna i Valhall. Han har även arbetat med flera andra uttrycksformer såsom oljemålningar, litografier, akrylmålningar, akvarellmålningar och tuschteckningar. Madsen anser även att det är viktigt att kunna göra avvägningar och säger att det fanns tillfällen i albumen där han gärna hade gjort storslagna bilder, men att han hindrade sig själv från att "sväva ut". Han förklarar det med orden: "Man kan egentligen vara en ganska dålig tecknare och ändå lyckas göra en serie som överträffar en briljant bildkonstnärs. Jag känner för övrigt inte att det är mindre konst när jag gör serier än när jag gör andra slags bilder."

## Mottagande och eftermäle
Valhall var en stor kommersiell framgång och var år 1994 Nordens mest exporterade albumserie och hade då utkommit i länderna Danmark, Sverige, Norge, Finland, Färöarna, Island, Frankrike, Tyskland, Nederländerna och Indonesien. Författaren Måns Gahrton kallade Valhall för "en mycket intelligent och välgjord serie, där hjärtat hela tiden är med, och där slarv inte förekommer. Och det roliga är att albumen bara blir bättre och bättre." Journalisten Fredrik Strömberg har jämfört Valhall med både Tintins äventyr och Asterix och sagt att det är en tidlös klassiker och en av de få framgångsrika serierna från Norden som lyckats kombinera äventyr med humor.
Madsen fick 1989 mottaga det danska seriepriset, kallat Ping-prisen, för sitt arbete med Valhall samt att han 2010 vann Adamsonstatyetten även denna gång för sitt arbete med serien. Flera av Valhall-albumen har också blivit prisade: Vargen är lös vann Danmarks Skolebibliotekarers børnebogspris 1981, Tor och Midgårdsormen vann Det danske Tegneseriekonvents priser Bedst farvelagte danske tegneserie 1991, Bedst tegnede danske tegneserie 1991 och Bedste danske tegneserie 1991, Frejas smycke vann Norsk tegneserieforums SPROING-pris för bästa utländska album 1992, Skaldemjöden vann pris för bästa nordiska album vid Raptus Internasjonale tegneseriefestival 1999 samt att Muren vann Orla-priset för bästa tecknade seriealbum 2008. 2002 trycktes ett frimärke i Danmark (värt 5,50 kr) med Tor, Loke, Tjalve och Röskva som motiv och den 17 november 2008 publicerades ett hyllningsalbum till Valhall kallat Valhallas venner: Hyldest til Peter Madsen og Henning Kure. Albumet är framtaget av Thierry Capezzone med ett förord av Jakob Stegelmann och flera serieskapare och författare medverkar i albumet, däribland Sussi Bech och Rune T. Kidde.
Mellan den 15 juni 2019 och den 1 februari 2020 visades utställningen Valhall 40 år i Rum för serier på Seriefrämjandets galleri i Malmö. Utställningen var arrangerad av Seriefrämjandet med stöd av Malmö stad.

## Samlingsalbum

### De stora böckerna
| Datum | Albumnamn                       | Antal sidor | ISBN          | Förlag         | Innehåller albumen                                                         |
| ----- | ------------------------------- | ----------- | ------------- | -------------- | -------------------------------------------------------------------------- |
| 1994  | Valhall: Den stora boken        | 160         | 91-638-0070-5 | Carlsen Comics | 1–3: - Vargen är lös - Tors brudfärd - Odens vad                           |
| 1999  | Valhall: Den andra stora boken  | 144         | 91-638-1494-3 | Carlsen Comics | 4–6: - Historien om Quark - Resan till Utgårdsloke - Guldäpplen åt gudarna |
| 1999  | Valhall: Den tredje stora boken | 143         | 91-638-1498-6 | Carlsen Comics | 7–9: - Tor och Midgårdsormen - Frejas smycke - Tor och tvekampen           |

### De samlade sagorna
| Datum             | Albumnamn                    | Antal sidor | ISBN              | Förlag            | Innehåller albumen                                                          |
| ----------------- | ---------------------------- | ----------- | ----------------- | ----------------- | --------------------------------------------------------------------------- |
| 31 maj 2011       | Valhall: Den samlade sagan 1 | 213         | 91-86048-16-3     | Ekholm & Tegebjer | 1–3: - Ulven är lös - Tors brudfärd - Odens vad                             |
| 20 september 2011 | Valhall: Den samlade sagan 2 | 193         | 91-86048-17-1     | Ekholm & Tegebjer | 4–6: - Historien om Quark - Resan till Utgårdaloke - De gyllene äpplena     |
| 30 april 2012     | Valhall: Den samlade sagan 3 | 189         | 978-91-86048-23-5 | Ekholm & Tegebjer | 7–9: - Ormen i djupet - Frejas smycke - Den stora utmaningen                |
| 20 september 2012 | Valhall: Den samlade sagan 4 | 193         | 91-86048-32-5     | Ekholm & Tegebjer | 10–12: - Gudarnas gåvor - Mysteriet med skaldemjödet - Genom eld och vatten |
| 1 april 2013      | Valhall: Den samlade sagan 5 | 213         | 91-86048-38-4     | Ekholm & Tegebjer | 13–15: - Balladen om Balder - Muren - Völvans syner                         |

#### Jubileumsbox
Samtliga av De samlade sagorna ingick i en jubileumsbox som gavs ut av Apart Förlag AB i september 2019, i syfte att fira seriens 40-årsjubileum. Jubileumsboxen finansierades via ett Kickstarter-projekt som pågick under oktober och november 2018. Projektet blev vid tillfället den mest framgångsrika svenska gräsrotsfinansieringskampanjen någonsin, med en insamlad totalsumma på 2 474 670 kronor, innan Kickstarter-projektet för en nyutgåva av Drakborgen tog över rekordet (med 3 653 108 kronor) i maj 2020.

## Filmatiseringar

### Valhall(1986)
Filmen Valhall baseras på författarnas manus till det fjärde seriealbumet, Historien om Quark, vilket senare omarbetades grundligt innan det släpptes i serieformat. Arbetet med Valhall började i oktober 1982, ett arbete som tog tre och ett halvt år och kostade 40 miljoner danska kronor. Till sin hjälp hade Madsen Jeff Varab, en tidigare animatör för Walt Disney Animation. I runda siffror var det ungefär hundra personer som arbetade med Valhall under dess produktion. Madsens roll var att utveckla filmens konstnärliga nivå, medan seriealbumens färgläggare – Søren Håkansson – ledde arbetet med bakgrunderna och själv målade en del av scenerierna. Valhall, som är 76 minuter lång, består av omkring 16 000 tagningar/teckningar.
Valhall blev en stor framgång i Danmark (där den lockade över en halv miljon biobesökare), i mindre grad utomlands. Den spelades enbart en kortare tid på biografer i Sverige och sålde 175 000 tyska biobiljetter. I den svenska dubbningen görs främst rösterna av Ernst Günther (Tor och Mimer), Ernst-Hugo Järegård (Loke), Kyri Sjöman (Röskva), Peter Zell (Tjalve), Gunnar Öhlund (Oden och Utgårdsloke), Thomas Ungewitter (fadern, Rolf, Hymer och Munin) och Margret Andersson (modern, Siv och Hugin).

### Valhalla(2019)
Den danska spelfilmen Valhalla regisserades av Fenar Ahmad och i rollerna syns bland annat Roland Møller (Tor), Cecilia Loffredo (Röskva) och Saxo Moltke-Leth (Tjalve). Valhalla hade premiär i Danmark den 10 oktober 2019 och kostade 34,5 miljoner danska kronor att producera.